# Trošarina à Subotica
La Trošarina à Subotica (en serbe cyrillique : Трошарина у Суботици ; en serbe latin : Trošarina u Subotici) est située à Subotica, dans la province de Voïvodine et dans le district de Bačka septentrionale, en Serbie. Elle est inscrite sur la liste des monuments culturels de grande importance de la République de Serbie (identifiant no SK 1221).

## Présentation
Le marché de la foire au bétail a été transféré au-delà de la « porte de Sombor » en 1889. À cette occasion,, sur le Somborski put (la « route de Sombor »), l'ingénieur de la ville de Subotica Titus Mačković (1851-1919) a construit en 1890 un bâtiment doté d'un seul rez-de-chaussée à l'emplacement de l'ancienne « trošarina », la barrière d'octroi ; l'édifice faisait autrefois partie de la porte occidentale de Subotica.
Le bâtiment, tout en longueur, possède des ailes latérales en saillie et un porche peu profond avec des ouvertures en arc.